# HD20631
GSC5875-1138 є подвійною зорею, що знаходиться  у сузір'ї Ерідан.
Ця подвійна система має видиму зоряну величину в смузі V приблизно 5,8.
Вона розташована на відстані близько 119,3 світлових років від Сонця.

## Подвійна зоря
Головна зоря цієї системи належить до хімічно пекулярних зір й має спектральний клас A9.
Інша компонента має  спектральний клас F3.